# Samuel Durrance
Samuel Thornton Durrance (Tallahassee (Florida), 17 september 1943 – Viera (Florida), 5 mei 2023) was een Amerikaans ruimtevaarder. Durrance zijn eerste ruimtevlucht was STS-35 met de spaceshuttle Columbia en vond plaats op 2 december 1990. Tijdens de missie werd er onderzoek gedaan met het Spacelab.
Durrance werd in 1984 geselecteerd door NASA. In totaal heeft hij twee ruimtevluchten op zijn naam staan. Hij stond gepland om deel te nemen aan de geannuleerde ruimtevlucht STS-61-E. In 1995 verliet hij NASA en ging hij als astronaut met pensioen.
Durrance leed onder andere aan dementie. Hij overleed op 79-jarige leeftijd aan de gevolgen van een val.